# 洪畴镇
洪畴镇，中国浙江省天台县东部的一个镇与三门县珠岙镇接壤。

## 辖区
该镇辖有：	大一村、大二村、大三村、市集村、东安隐村、西岙洋村、明公村、下往村、吉山村、坪东村、里麻村、甲午村、半山王村、项家村、湖塘村、西洋村、平园村、希董村、福丁村、东三联村、东新联村、